# قرقور (حماة)
قرقور قرية سورية تتبع ناحية الزيارة في منطقة السقيلبية في محافظة حماة. بلغ عدد سكانها 2356 نسمة في عام 2004 حسب إحصاء المكتب المركزي للإحصاء.
وتبعد 1 كم عن قرقور البلدة التاريخىة.

## وصلات خارجية
- الوحدات الإدارية في محافظة حماة نسخة محفوظة 18 أبريل 2019 على موقع واي باك مشين.